# Калинин, Николай Васильевич (1897—1970)
Николай Васильевич Калинин (18 марта 1897, Комарово, Ярославская губерния — 17 марта 1970, Москва) — советский военный деятель, генерал-майор (1941 год).

## Биография
Николай Васильевич Калинин родился 18 марта 1897 года в деревне Комарово ныне Брейтовского района Ярославской области.

### Первая мировая и гражданская войны
В 1916 году был призван в ряды Русской императорской армии и был направлен на учёбу в школу прапорщиков, после окончания которой в 1917 году в чине унтер-офицера принимал участие в боевых действиях на Западном фронте Первой мировой войны. В июле 1917 года отбыл в Пернау во 2-йконноприбалтийский полк. Служил в 1-м эскадроне, был избран в полковой комитет. После Октябрьской революции на общем собрании полкового комитета выбран комвзвода. В декабре вместе с корнетом Гехелем организовал красногвардейский отряд численностью в 300 человек, куда вошли 1-й и 2-й сабельные эскадроны, пулемётная рота и группа солдат, прибывшая на пополнение. В конце декабря отряд влился в Нарвский гарнизон. Участвовал в боях с немцами вплоть до заключения Брестского мира, в том числе и 23-го февраля 1918 года. В одном из боёв был тяжело контужен, после лечения в петроградском госпитале получил 4-месячный отпуск домой.
В августе 1918 года был призван в ряды РККА и был назначен на должность помощника командира эскадрона и командира дивизиона 1-го кавалерийского полка 3-й армии Восточного фронта. В феврале 1919 года был назначен на должность командира эскадрона 51-го кавалерийского полка 51-й стрелковой дивизии под командованием В. К. Блюхера, в составе которой воевал на Восточном фронте против войск под командованием адмирала А. В. Колчака и принимал участие в боях в районе Тюмени, на реках Тобол и Иртыш, в Петропавловской операции. В партийную неделю перед годовщиной Октября вступил в РКП(б). В июле 1920 года дивизия была передислоцирована на Юго-Западный фронт, где вела наступательные и оборонительные бои на каховском плацдарме, где разгромила 2-й армейский корпус белогвардейских войск. Участвовал в боях за взятие Перекопа, штурмовал неприступный Турецкий вал. Освобождал Севастополь, был первым начальником гарнизона. За мужество и героизм, проявленные в боях в 1920 году, Николай Васильевич Калинин был награждён орденом Красного Знамени.

### Межвоенное время
В январе 1923 года был назначен на должность командира эскадрона в 54-м кавалерийском полку (3-я кавалерийская дивизия) под командованием Г. И. Котовского. С января 1925 года служил в 16-м кавалерийском полку этой же дивизии на должности начальника полковой школы.
В мае 1926 года был направлен на учёбу на кавалерийские курсы усовершенствования командного состава РККА, которые окончил в августе 1927 года. Тогда же прибыл к месту в свой кавалерийский корпус.
В 1929 по настоянию В. К. Блюхера начал готовиться к поступлению в военную академию, куда поступил в 1931-м году. После окончания Военной академии имени М. В. Фрунзе в мае 1936 года был назначен на должность командира 59-го кавалерийского полка 14-й кавалерийской дивизии, в августе 1939 года — на должность помощника командира 16-й кавалерийской дивизии, а в июне 1940 года — на должность командира 131-й стрелковой дивизии (Киевский военный округ), вскоре преобразованной в 131-ю моторизованную.

### Великая Отечественная война
Начало Великой Отечественной войны полковник Николай Васильевич Калинин встретил, находясь на прежней должности. Дивизия в составе 9-го механизированного корпуса принимала участие в приграничных сражениях, в контрударах в районе городов Луцк и Дубно, в ходе которых вела тяжёлые оборонительные бои на реке Стырь. Находясь дважды в окружении, решительными действиями прорывал кольцо врага, вынуждая его к отходу за реку Стырь. За умелое руководство боевыми действиями и проявленные мужество и героизм награждён орденом Красного Знамени.
С 20 июля 1941 года командовал 31-м стрелковым корпусом. Николаю Васильевичу Калинину 6 августа 1941 года было присвоено звание генерал-майора. В августе-сентябре 1941 года 31-й стрелковый корпус участвовал в Киевской оборонительной операции, в ходе которой понес тяжёлые потери. 24 октября 1941 года с немногочисленными остатками корпуса сумел вырваться из окружения, выйдя в расположение 3-й кавалерийской дивизии генерал-майора М. Ф. Малеева.
В октябре 1941 года был назначен на должность заместителя командующего и начальника тыла 40-й армии, занимаясь эвакуацией местных органов власти и раздачей огромных запасов зерна населению и формирующимся партизанским отрядам. В январе 1942 года был назначен на должность заместителя командира 6-го кавалерийского корпуса. Вскоре попал в госпиталь в Воронеж из-за рецидива старой болезни. После выздоровления в марте 1942 года назначен начальником Краснодарского военного гарнизона.
С 22 июля 1942 года по 4 июля 1943 года — командир 91-й стрелковой дивизии, с августа 1942 года сражавшейся в составе Сталинградского фронта. С 15 августа по 20 ноября 1942 года дивизия развернула боевые действия в тылу врага, вела бои у урочища Деде-Ламин (Малые Дербеты), Уманцево, Садовая (ныне — Сарпинский район республики Калмыкия), где был разгромлен полк 5-й румынской кавалерийской дивизии. 20 ноября 1942 года дивизия совместно с частями Сталинградского фронта перешла в контрнаступление, вела наступательные бои в направлении Уманцево — Кануково — Кенкря — Ики — Зоргакин — Островянка. С января 1943 года дивизия в составе Южного фронта принимала участие в Ростовской наступательной операции.
4 июля 1943 года Николай Васильевич Калинин получил серьёзное ранение, долгое время находился в госпитале.
В январе 1944 года был направлен для учёбы на ускоренный курс Высшей военной академии имени К. Е. Ворошилова, по окончании которого в июле был назначен на должность командира 159-й стрелковой дивизии, действовавшей в Минской, Вильнюсской, Каунасской и Восточно-Прусской операциях.
В августе-сентябре 1945 года дивизия под командованием Калинина в составе 45-го стрелкового корпуса (5-я армия, 1-й Дальневосточный фронт) участвовала в Харбино-Гиринской операции.

### Послевоенная карьера
С расформированием дивизии Калинин находился в распоряжении Главного управления кадров НКО и в мае 1946 года был назначен на должность военного комиссара Сумского областного военного комиссариата.
В ноябре 1953 года генерал-майор Николай Васильевич Калинин вышел в запас. Умер 17 марта 1970 года в Москве в госпитале им. Бурденко. Похоронен в г. Сумы.

## Награды
- Орден Ленина;
- Пять орденов Красного Знамени;
- Орден Суворова 2 степени;
- Два ордена Кутузова 2 степени;
- Орден Богдана Хмельницкого 2 степени;
- Орден Красной Звезды;
- Медали.

## Книги
Николай Васильевич Калинин написал две книги мемуаров:
- Калинин Н. В. Это в сердце моем навсегда. — М.: Воениздат, 1967. — 224 с.
- Калинин Н. В. Век мой, жизнь моя. — Верхне-Волжское кн. изд-во, 1971. — 224 с.